# Feskiwka
Feskiwka (ukrainisch Феськівка; russisch Феськовка Feskowka) ist ein Dorf in der ukrainischen Oblast Tschernihiw mit etwa 1200 Einwohnern (2004).
Das 1650 erstmals erwähnte Dorf liegt am Ufer der Mena (Мена), einem 70 km langen Nebenfluss der Desna.
Das ehemalige Rajonzentrum Mena liegt 7 km nordöstlich und das Oblastzentrum Tschernihiw 70 km östlich von Feskiwka.
Am 25. Dezember 2016 wurde das Dorf ein Teil der neugegründeten Stadtgemeinde Mena, bis dahin bildete es die gleichnamige Landratsgemeinde Feskiwka (Феськівська сільська рада/Feskiwska silska rada) im Osten des Rajons Mena.
Am 17. Juli 2020 kam es im Zuge einer großen Rajonsreform zum Anschluss des Rajonsgebietes an den Rajon Korjukiwka.

## Persönlichkeiten
Im Dorf kam am 4. Novemberjul. / 17. November 1908greg. der polyglotte ukrainische Poet, Übersetzer und Literaturwissenschaftler Hryhorij Kotschur zur Welt.